# سرطان الثدي في الرجال
سرطان الثدي في الرجال نادر الحدوث حيث تشكل حالات سرطان الثدي في الرجال ما بين 0.5 و 1.0 بالمئة من مجمل حالات سرطان الثدي في الولايات الأمريكية المتحدة والمملكة المتحدة ، أما في الوطن العربي فقد أورد تقرير السجل السعودي للأورام لعام 2010 أن 24 حالة من أصل 1497 إصابة شخصت بسرطان الثدي بين السعوديين والسعوديات في ذلك العام كانت عند الرجال ، وكما هو الحال مع سرطان الثدي في النساء  فإن معدل وقوع سرطان الثدي في الرجال يزداد مع التقدم في العمر  فهو غالباً ما يحدث لدى الرجال بين سن الستين والسبعين عاماً ، وتشخص معظم حالات سرطان الثدي في الرجال في مراحل متقدمة، ويرجع ذلك على الأغلب إلى عدم الوعي بإمكانية أن يصاب الرجال بسرطان الثدي.

## عوامل الخطورة
يرتبط ازدياد خطر الإصابة بسرطان الثدي في الرجال بعدة عوامل منها:
1. إصابة أحد الأقرباء الذكور بسرطان الثدي.
2. وجود طفرة وراثية في جين BRCA (عبر الفحص الجيني لسرطان الثدي).
3. اختلال نسبة الإستروجين إلى الأندروجين والذي قد يحدث بسبب اختلال وظائف الكبد أو بسبب البدانة أو لتعاطي الماريجوانا أو بسبب الإصابة بمتلازمة كلاينفيلتر.
4. التهاب الخصية أو عدم نزولها إلى كيس الصفن.

## الأعراض
تشتمل أعراض سرطان الثدي في الرجال على ظهور كتل في الثدي أو تغيرات في جلده أو حلمته أو خروج إفرازات سائلة منه .

## العلاج
تعتمد معالجة سرطان الثدي في الرجال على استئصال الثدي عادة .